# Grand Central Water Tower Midrand
Der Grand Central Water Tower Midrand nahe Johannesburg in Südafrika ist sowohl von der Bauweise als Betonbehälter in Form eines auf der Spitze stehenden Kegels als auch vom Behältervolumen mit 6.500 m³  eine herausragende Erscheinung unter den Wassertürmen. Er wurde 1997 gebaut und steht nahe dem Flughafen von Midrand in Südafrika.